# Antônio Massa
Antônio Massa (Sapé, Paraíba 31 de dezembro de 1864 — Rio de Janeiro, Rio de Janeiro 31 de julho de 1958) foi um senador do Brasil durante a República Velha, ou Primeira República (1918—1920). O senador foi também um grande senhor de terras que se estendiam de Alagoas até Paraíba. Ele e sua esposa, Júlia Massa, eram socialites do Rio de Janeiro, conhecidos pelas grandes festas que realizavam na época em que moraram no Copacabana Palace.
Sua filha D. Philomena Massa Lins do Rego (D. Naná) é esposa de José Lins do Rego.